# Fiachna V mac Ainbítha
Fiachna V mac Ainbítha (zm. 886 r.) – król Ulaidu (Ulsteru) z dynastii Dál Fiatach w 886 r. Syn Ainbítha mac Áeda (zm. 882 r.), króla Ulaidu.
Źródła pod rokiem 883 podały, że synowie Ainbítha dokonali zabójstwa na Eochocánie mac Áeda, lethrí (koregent lub współwładca) Ulaidu wspólnie z Airemónem mac Áeda. Prawdopodobnie dokonali oni zamachu, by zdobyć tron Ulaidu. Nie wiadomo czy Fiachna brał w tym udział. Dopiero po trzech latach udało się Fiachnie objąć tron po śmierci stryja Airemóna, w 886 r. Niezbyt długo cieszył się władzą, bowiem niebawem zginął z ręki własnych współpracowników. Zapewne zmarł bezpotomnie. Wówczas tron przeszedł na Bécca II mac Airemóin, brata stryjecznego.